# ファイエットビル (ノースカロライナ州)

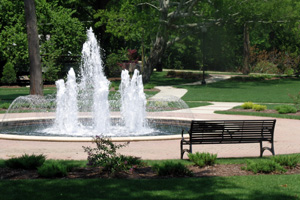
クロスクリーク・リニアパーク

ファイエットビル（英: Fayetteville）は、アメリカ合衆国ノースカロライナ州のカンバーランド郡にある都市。同郡の郡庁所在地である。「フェイエットビル」とも発音する。人口は20万8501人（2020年）であり、2000年の12万1015人から合併などにより大幅に増加した。市の北西にアメリカ陸軍の基地であるフォート・ブラッグがあることで広く知られている。
ケイプフィアー川の流れる海岸平原地域の西部にある砂丘近くに位置している。ファイエットビル都市圏の郊外には、ホープミルズ、スプリングレイク、レイフォード、ステッドマンおよびイーストオーバーの各自治体がある。

## 歴史

### 開拓初期
現在ファイエットビルとなっている地域には、12,000年以上にわたってエノ、シャコリ、ワッカモー、キーオーウィーなどスー族インディアンが住んでいた。
1720年代のヤマシー戦争やタスカローラ戦争の武力による混乱の後、ノースカロライナ植民地の管理者は、植民地内で唯一船が航行できる水路であるケイプフィアー川上流沿いの開拓を奨励した。スコットランドのアーガイル・アンド・ビュート、キャンベルトンから移民してきたスコットランド人がクロスクリークと川に面したキャンベルトンという2つの内陸開拓地を建設した。
ウィルミントンの商人は辺境の地との交易ルートを確保するために、ケイプフィアー川沿いに町ができることを望んだ。彼等はピーディー川を使ってチャールストンに品物が運ばれることを恐れた。商人達はクロスクリークのニューベリーから土地を購入した。キャンベルトンは解放黒人と貧しい白人が住む場所となり、その無法さで知られるようになった。
アメリカ独立戦争後、戦争中にアメリカ大陸軍と共に戦い少なからぬ貢献をしたフランス軍人の英雄ラファイエット将軍の栄誉を称え、2つの町が統合してその名前を付けた。多くの都市がラファイエットに因んで名付けられたが、ファイエットビルはその中でも最初のものだった。ラファイエットは1824年から1825年にアメリカ合衆国の大旅行を行った際、馬に曳かせた馬車でファイエットビルに到着した。

### アメリカ独立戦争
ファイエットビルの地域にはイギリス政府に忠実な、特にスコットランド・ハイランド地方出身の住人が多かった。しかし、多くの活動的愛国者もいた。
1775年6月下旬、「リバティポイント決議」が出されたが、これはアメリカ独立宣言に先立つこと1年強のことだった。この決議は「（この国の）自由と安全を確保するために我々の生命と財産を犠牲にし、またその用意がある」と約束していた。この文書は「この義務は我々が最も強く願望する合法の原則に基づいて、イギリスとアメリカの和解が成立するまで全力で継続されるものとし、植民地の自由に有害な人々を全て拘束し、この契約に署名することを拒否する。前述の目的、平和と良き秩序の保全、個人と私有資産の安全に関して、あらゆることで我々の総合委員会の忠告に従う」と結論づけていた。この決議を決めた集団の組織したロバート・ローワンが最初に署名した。
ロバート・ローワン（1738年-1798年）は1700年代のこの地域の指導的民間人だった。ローワンは商人かつ起業家であり、1760年代にクロスクリークに到着していた。フレンチ・インディアン戦争では士官を務め、保安官、判事および議員として、また独立戦争では愛国者の指導者として務めた。ローワンは1775年に「リバティポイント決議」と呼ばれる声明書を回議した。ファイエットビル市内にあるローワン通りやローワン公園、さらにアメリカ独立戦争の娘達の地方支部がローワンに因んで名付けられた。ただし、1753年設立のローワン郡は彼の叔父であるマシュー・ローワンに因んだものである。
スコットランド・ハイランド地方出身の女性、フローラ・マクドナルド（1722年-1790年）は、1746年のカロデンの戦いでハイランドの軍隊が敗北した後、「ボニー・プリンス・チャーリー」を助けたことで有名になった。ノースカロライナには約15年間住んだ。伝説では、その夫アランを含むロイヤリストの部隊をクロスクリークで激励したとされ、この部隊は1776年にムーアズクリーク橋の戦いで最終的な敗北を喫した。
カンバーランド郡西部にあるセブンティファースト・タウンシップはアメリカ独立戦争時のイギリス軍部隊、第71歩兵連隊、あるいは最初の呼び方でフレーザーズ・ハイランダーズに因む命名である。

### 独立戦争後
ファイエットビルは1780年代に「黄金の10年間」と呼ばれる時代があった。1789年にはアメリカ合衆国憲法を批准する会議を主催し、アメリカでも最高公立大学であるノースカロライナ大学チャペルヒル校認証のための州議会を開催した。議会は、ファイエットビルに到着後病気になり、1789年11月10日に死んだリチャード・キャズウェル知事の州葬のために一時中断された。恒久的な州都を選ぶ際にはローリーに敗れた。ファイエットビルが州都だったのは1789年から1793年の間だった。
1793年、ファイエットビル独立軽歩兵連隊が結成され、現在でも儀式用部隊として活動している。国内でも2番目に古い民兵部隊である。
解放黒人説教師ヘンリー・エバンス（1760年頃-1810年）はこの地域で「メソジストの父」と呼ばれている。エバンスは靴職人であり免許を受けたメソジスト説教師だった。ファイエットビルの奴隷に説教を始めた時に白人からの反対に遭ったが、後には白人もその礼拝に参加するようになった。1796年にはアフリカ人集会所と呼ばれた町では最初の教会を建設した者とされている。エバンス都市圏AMEザイオン教会は彼の栄誉を称えて名付けられた。

### 南北戦争以前

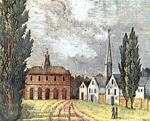
ファイエットにあった古い"州庁舎"は1831年の大火で、多くの歴史的建造物と共に破壊された

ファイエットビルは1820年でも住民3,500人に過ぎないビレッジのままだったが、カンバーランド郡はウィルミントンのあるニューハノーバー郡に続いて州内では2番目に人口の多い郡だった。
1831年の大火は国内の歴史の中でも最悪のものと考えられたが、それでも人命は1人も失われなかった。数百件の家屋と事業所および有名だった公共の建造物の多くが失われた。その中には昔の「州庁舎」も含まれた。ファイエットビルの指導者は素早く動いて被災者を救援し町を立て直した。
1832年に完工したマーケットハウスが商業と祝い事の中心になった。この建物は古い州庁舎の跡に建てられた。1906年まで町の市場として機能した。奴隷制度が廃止されるまで、ここで奴隷が売られた。1907年までファイエットビル町役場として機能した。現在、市政委員会がマーケットハウスを地元の歴史博物館に転用することを検討している。

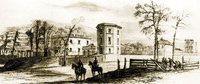
ファイエットビルにあった南軍の武器庫は、南北戦争中の1865年3月に北軍のウィリアム・シャーマン将軍に破壊されたT

### 南北戦争
1865年3月、北軍のウィリアム・シャーマン将軍とその6万名の軍隊がファイエットビルに向けて進軍した。このとき南軍の武器庫が完全に破壊された。シャーマン軍は鋳物や綿糸の工場と「ファイエットビル・オブザーバー」紙の事務所も破壊した。ファイエットビルがさほど遠くない所で南北戦争では最後の騎兵同士の戦闘となったモンロー交差点の戦いが行われた。
1865年3月11日、ファイエットビル中心街は小戦闘の場となり、南軍のウェイド・ハンプトン中将とその部隊が北軍騎兵偵察隊を急襲し、11名を殺し、12名を捕虜にした。

### 20世紀-現在
カンバーランド郡は第二次世界大戦後に人口が急増し、1960年代は増加率が43％となって、ノースカロライナ州の100郡の中でも最大の数字になった。商業開発や郊外小区画の開発がファイエットビル市域の外、フォートブラッグ基地やポープ空軍基地の方にまで拡がり、家屋などの建設が急ピッチで進んだ。ファイエットビルとカンバーランド郡の教育学区は1960年代初期から次第に統合の方向に進み、1970年代にはバス通学によって大規模な学区統合が進んだ。
ファイエットビル州立師範学校（現在のファイエットビル州立大学）の学生が先頭にたった公民権運動の行進やシットインによって、レストランでの白人へのみのサービスや劇場での差別シートの慣習が終わらせられた。政治が変化し、1960年代から1980年代初期に掛けて黒人や女性がかなりの数で公職を得るようになった。

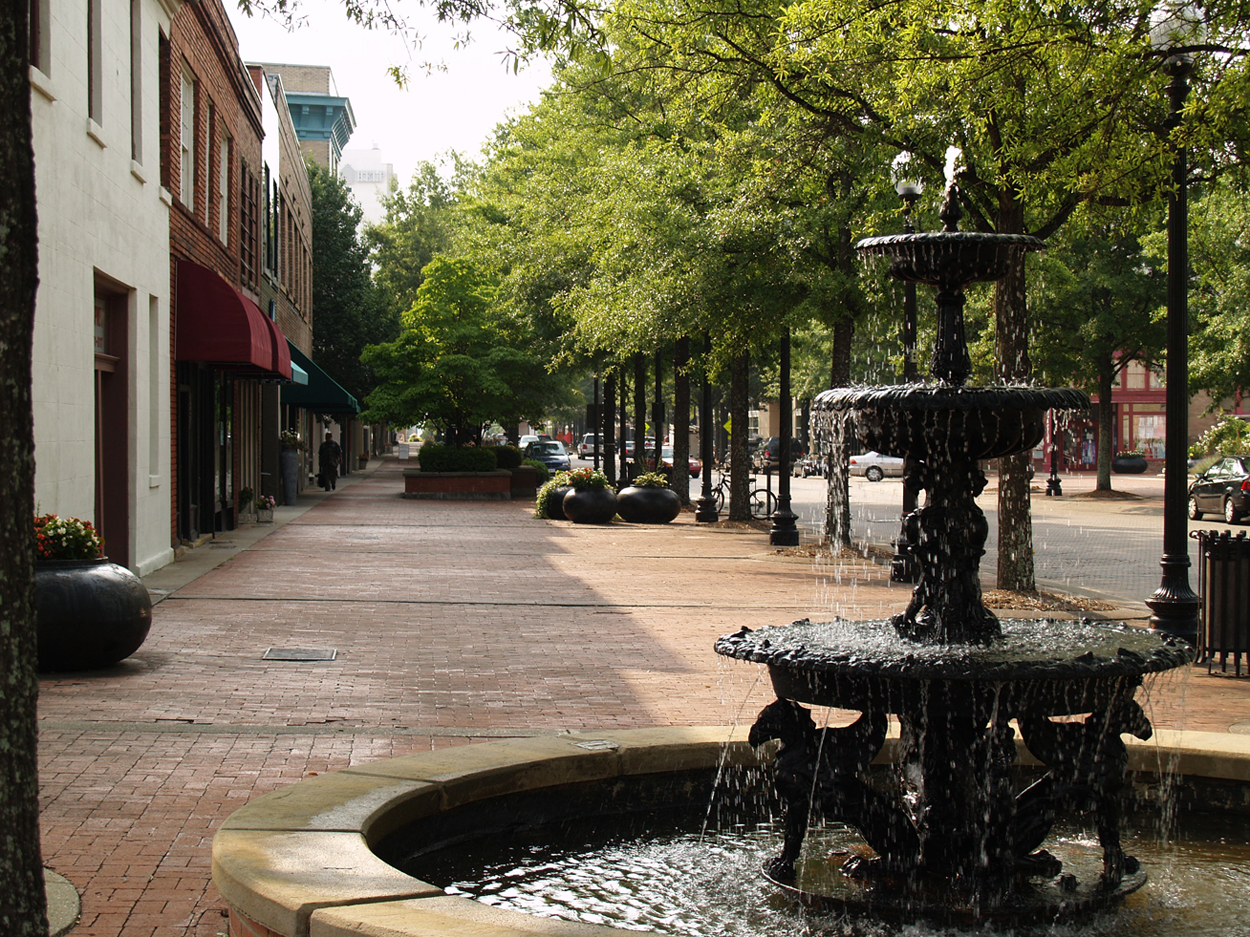
ファイエットビル中心街のヘイ通り

ベトナム戦争の時代はファイエットビル地域でも変化の時代だった。フォートブラッグから多くの部隊を送り出した訳ではなかったが、1966年から1970年に掛けて、20万人以上の兵士が出征する前の訓練を受けた。このような大人数が入れ替わり立ち替わり動いたことの効果は劇的であり、この時代の名残が今のファイエットビルでも見ることができる。ファイエットビルでの反戦運動は、概して戦争を支持していた市の近くにフォートブラッグがあったために全国的な注目を浴びた。ジェーン・フォンダは市内であった反戦行事に出席するため、3度ファイエットビルを訪れた。1960年代と1970年代のこのような変化のために、ファイエットビル市は「ファイエットナム」というような渾名がついて、今日でも使われている。またこの時代の1970年には、陸軍軍医ジェフリー・R・マクドナルドがフォートブラッグにあった自宅で妊娠中の妻と2人の娘を殺すという事件があり、全国紙の見出しを飾った。
ファイエットビル市はその中心街の様々な再開発プロジェクトでそのイメージを変える試みを行ったが、諸々の結果を生んだ。空挺部隊特殊任務博物館、ファイエットビル地域交通博物館、ファイエットビル・リニアパークおよびファイエットビルお祭り公園のような新設物件が2006年後半にオープンし、中心街を変えることに幾らかの貢献を果たした。ファイエットビル市は今でも犯罪率が大変高い状況にある。
ファイエットビルとそれを取り囲む田園部は過去10年間に急速な発展を経験した。この成長はホープミルズ、レイフォードおよびスプリングレイクのような郊外地にまで達した。
カンバーランド郡の西部は近年ファイエットビル市に併合された。
2008年、「ベストライフ・マガジン」がアメリカ合衆国国勢調査局、教育統計全国センター、FBI、アメリカ博物館協会、健康統計全国センターおよびアメリカ法律家協会のデータを使って、アメリカで子育てに適した都市ランキングの悪い方から3番目にファイエットビルを上げた。
「ホエア・トゥ・リタイア」誌はファイエットビルを退職後に住むのに適した都市の一つに挙げた。
2005年、連邦議会は基地再編閉鎖計画に従い、フォートブラッグは新しく幾つかの司令部を受け容れるものとした。アメリカ陸軍はアトランタの国軍司令部と予備役司令部を閉鎖し、これをフォートブラッグに移すことになった。この司令部の移転とこれを支える事業の移転により3万人以上が地域内に入ってくることが予測されている。国軍司令部は毎年3,000億ドルの発注を行っている。

## 軍人家族の聖域社会
2008年9月5日、ファイエットビルは「軍人家族にとっての世界初の聖域」を宣言した。この宣言は市長のトニー・シャボンヌ、郡コミッショナー議長のブリーデン・ブラックウェル、州下院議員のアーサー・バーテル准将、ジョン・マクドナルド大佐、州選出連邦下院議員のロビン・ヘイズなど、地元、地域および全国レベルの要人に支持された。アーミーズ・アーミーなどボランティア団体を通じてファイエットビルの市民や事業主が軍隊と関わりを持っている。
「タイム・マガジン」はファイエットビルの軍人家族支援を認め、アメリカで最も軍隊を支える町と宣言した。

## フォートブラッグ/ポープ空軍基地
フォートブラッグとポープ空軍基地はファイエットビル市の隣にある。アメリカ陸軍の空挺部隊が幾つかフォートブラッグに駐屯しており、著名な部隊は第18空挺軍団本部、第82空挺師団およびアメリカ陸軍特殊作戦コマンドである。
フォートブラッグには第二次世界大戦が始まった時に野戦砲兵隊がいた。ミシシッピ川より東の陸軍の砲兵隊は全てここに集まっており、総員は約5,000人だった。兵士は陸軍の新しい小型車を試験し、それが間もなくジープと呼ばれるようになった。ただし、大砲を動かす動力の大半はまだ馬やロバだった。1940年9月12日、陸軍は基地の拡張を始め、第9歩兵師団を連れてきた。
ポープ空軍基地の任務はアメリカ軍への空輸や近接航空支援から、世界中に人員を運ぶものまである。フォートブラッグに駐屯する空挺団のなかでも第82空挺団を空輸する任務を担っている。
ポープ空軍基地の戦闘機大隊の大半はジョージア州ムーディ空軍基地に配置換えになった。2011年には陸軍の管轄に変わり、ポープ陸軍航空基地と呼ばれることになる。しかしポープの主体となるのは空軍予備役隊である。第440空輸部隊がポープ陸軍航空基地任務の大半を行うことになる。
2008年9月、ファイエットビルはフォートブラッグの敷地の85％を併合し、市公式人口は206,000人になった。フォートブラッグには今でも独自の警察、消防および救急医療サービスがある。ファイエットビル市は新しい人口の数字を使って大規模小売業を誘致したい考えである。
2016年7月3日、基地内の球場でMLB公式戦アトランタ・ブレーブス対マイアミ・マーリンズの試合が行われた。

## 地理

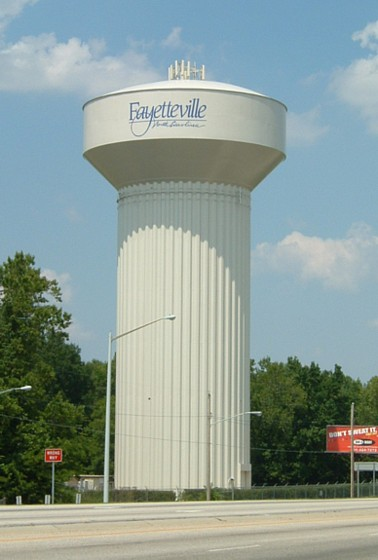
新しい市のロゴをいれた揚水塔

ファイエットビルは北緯35度04分00秒 西経78度55分03秒 / 北緯35.06667度 西経78.91750度に位置する。アメリカ合衆国国勢調査局に拠れば、市域全面積は60.0平方マイル (155.3 km2)、このうち陸地は58.8平方マイル (152.2 km2)、水面は1.2平方マイル (3.1 km2)で水域率は1.98％である。

## 教育

### 公立学校
カンバーランド郡教育学区がファイエットビルとその周辺を管轄しており、全米で78番目に大きな教育学区となっている。

### 私立学校
ファイエットビル市内の私立学校は、ファイエットビル・アカデミーなど11校がある。

### カレッジと大学
- ファイエットビル州立大学
- メソジスト大学
- ファイエットビル工科コミュニティ・カレッジ
- グレース神学校

## 人口動態
以下は2000年の国勢調査による人口統計データである。
| 基礎データ - 人口: 121,015人 - 世帯数: 48,414世帯 - 家族数: 31,662家族 - 人口密度: 795.0人/km2（2,059.2人/mi2） - 住居数: 53,565軒 - 住居密度: 351.9軒/km2（911.5軒/mi2） 人種別人口構成 - 白人: 48.8% - アフリカン・アメリカン: 42.4% - ネイティブ・アメリカン: 1.1% - アジア人: 2.2% - 太平洋諸島系: 0.2% - その他の人種: 2.5% - 混血: 2.8% - ヒスパニック・ラテン系: 5.7% 年齢別人口構成 - 18歳未満: 25.4% - 18-24歳: 12.7% - 25-44歳: 31.2% - 45-64歳: 19.7% - 65歳以上: 11.0% - 年齢の中央値: 32歳 - 性比（女性100人あたり男性の人口） - 総人口: 919 - 18歳以上: 88.7 | 世帯と家族（対世帯数） - 18歳未満の子供がいる: 31.8% - 結婚・同居している夫婦: 44.7% - 未婚・離婚・死別女性が世帯主: 17.1% - 非家族世帯: 34.6% - 単身世帯: 28.2% - 65歳以上の老人1人暮らし: 7.8% - 平均構成人数 - 世帯: 2.42人 - 家族: 2.96人 収入と家計 - 収入の中央値 - 世帯: 36,287 米ドル - 家族: 41,210米ドル - 性別 - 男性: 30,493米ドル - 女性: 23,477米ドル - 人口1人あたり収入: 19,141米ドル - 貧困線以下 - 対人口: 14.8% - 対家族数: 11.7% - 18歳未満: 21.4% - 65歳以上: 14.4% |

2005年9月30日、ファイエットビル市が広さ27平方マイル (70 km²)、人口46,000人の地域を併合した時に、15か月間続いた論争が終わった。影響を受ける住民や開発業者が3つの訴訟により1年間以上も併合を妨害した。しかし2005年6月の州控訴裁判所判決で敗訴した。裁判所は異議申し立て告訴が最終日限を過ぎて行われたと裁定した。法律では自治体が併合条令を採択してから60日以内に異議申し立てがなされることを求めている。州最高裁判所が上告を棄却し、ファイエットビル市がその計画を進めた。アメリカ合衆国最高裁判所への審査請求は保留となっている。

## 交通

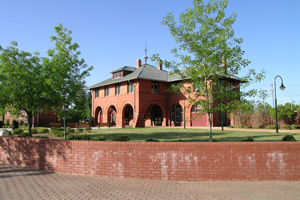
ファイエットビル地域交通博物館

### 航空
ファイエットビル地域空港にはデルタ航空とアメリカン航空に接続する小型機が就航しており、毎日シャーロット・ダグラス国際空港とアトランタ国際空港に定期便がある。またフィラデルフィア国際空港には季節による便がある。

### 高規格道路
- オールアメリカン・フリーウェイ
- マーティン・ルーサー・キング・ジュニア・フリーウェイ
- 州間高速道路95号線
- アメリカ国道13号線
- アメリカ国道301号線
- アメリカ国道401号線
- 州道24号線
- 州道53号線
- 州道59号線
- 州道87号線
- 州道162号線
- 州道210号線

### 公共交通
ファイエットビル地域交通システムがファイエットビルとスプリングレイク地域の公共輸送を担当しており、バスルート10本とシャトルバスルート2本がある。

### 旅客鉄道
ファイエットビル駅にはアムトラックの長距離列車が停車する。

## メディア
ファイエットビル地域ではFMラジオ局15局とAMラジオ局5局を聴取できる。

## 見どころ
- カメオ・アートハウス・シアター

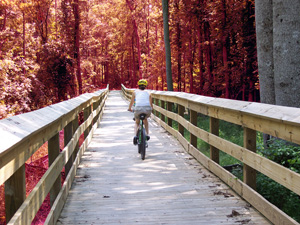
ケイプフィアー川トレイル

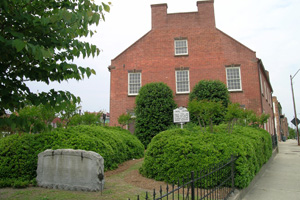
リバティ・ポイント、1775年に"リバティ・ポイント決議"に署名が行われた

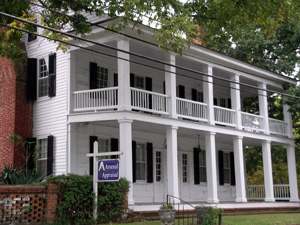
クールスプリング・タバーン、1788年建設

- ファイエットビル・カンバーランド郡芸術委員会[13]
- ケイプフィアー植物園
- フォートブラッグ
- ケイプフィアー川トレイル
- ファイエットビル美術館 [14]
- ファイエットビル地域交通博物館
- エバンス都市圏AMEザイオン教会
- ヘイ通り統一メソジスト教会
- ケイプフィアー歴史博物館複合施設
- 空挺部隊特殊任務博物館
- クールスプリング・タバーン
- マーテルヒル・プランテーション
- リバティ・ポイント
- カレッジ・レイクス・パーク
- クロスクリーク・リニアパーク
- ファッシネイトU子供博物館
- ジョーダン・サッカー競技場
- クロスクリーク・モール
- ケイプフィアー地域劇場
- ヘリテージスクエア
- ゴールデン・コーラル一号店（ファミリーレストラン）
- カンバーランド郡クラウン・コロシアム
- 自由記念公園
- セントパトリック・カトリック教会
- ボルドー・タワー
- タリウッド・タワー

## 組織
- ファイエットビル・ウーマンズクラブ[15]

## スポーツ
| クラブ                             | 組織                                                         | 会場                                 | 設立年 | 優勝歴 |
| ---------------------------------- | ------------------------------------------------------------ | ------------------------------------ | ------ | ------ |
| ファイエットビル・ファイアーアンツ | サザン・プロフェッショナル・ホッケー・リーグ、アイスホッケー | カンバーランド郡クラウン・コロシアム | 2002年 | 1回    |
| ファイエットビル・ガード           | アメリカ屋内フットボール協会、屋内フットボール               | カンバーランド郡クラウン・コロシアム | 2007年 | 1回    |
| ファイエットビル・スワンプドッグズ | 海岸平原リーグ、カレッジ野球                                 | J・P・リドル・スタジアム             | 2001年 | 1回    |

## 宗教
1758年にウェイドでオールド・ブラフ長老派教会が設立され、ケープファア川上流域では最古の教会になっている。その後、カンバーランド郡とその周辺に数百の礼拝所が造られてきた。カトリック、バプテスト、ペンタコスタル、メソジストおよび長老派の教会が信徒の多い会派である。ブラフ長老派教会はそのウェブサイトにオールド・ブラフ長老派教会の詳細な歴史を載せている。毎年9月第4日曜日はオールド・ブラフ再会の日であり、一般に公開されている。またファイエットビルにはセントパトリック・カトリック教会もある。これはノースカロライナ州では最古のカトリック教会である。

## 著名な住人と出身者
- クリス・アームストロング - 元カナディアン・フットボール・リーグの選手
- チップ・ベック - PGAプロゴルファー
- バンキー・ブラックバーン - NASCARのドライバー
- ランディ・ブーン - カントリー・ミュージック歌手、元俳優、The Virginian、Cimarron StripおよびIt's a Man's Worldに出演、ファイエットビル生まれかつ住人
- ジョン・ベントン・カリス - 政治家、軍人
- J・コール - ラッパー、プロデューサー
- アーロン・カリー - NFLアメリカンフットボール選手、シアトル・シーホークス、元ウェイクフォレスト大学
- クリストファー・ダニエルズ - プロレスラー、TNA所属
- ライアン・ダンソン - バンド「Rookie of the Year」のボーカル
- ブラッド・エドワーズ - 元NFLアメリカンフットボール選手、ワシントン・レッドスキンズ、スーパーボウルで優勝
- ヘンリー・エバンス - 解放奴隷メソジスト説教師、ケープフェア川流域でメソディズムを確立
- コートランド・フィネガン - NFLアメリカンフットボール選手
- レイモンド・フロイド - PGAプロゴルファー
- ブレンダ・ゲイ - 元NFLアメリカンフットボール選手、1976年に殺害された
- フランク・P・グラハム - ノースカロライナ大学学長、アメリカ合衆国上院議員
- ムーンライト・グラハム - MLBメジャーリーグベースボール選手、1905年5月25日の2イニングのみニューヨーク・ジャイアンツ、小説『シューレス・ジョー』と映画『フィールド・オブ・ドリームス』に登場
- ブライアン・タイリー・ヘンリー - 俳優
- スターリング・ヒッチコック - 元MLBメジャーリーグベースボール選手、1992年-2004年
- ジョー・ホーン - NFLアメリカンフットボール選手
- エドワード・M・ジョイナー・ジュニア - カナディアン・フットボール・リーグ選手、オタワ・ラフライダーズ、1968年と1969年にグレイカップを受賞
- マイケル・ジョイナー - バスケットボール選手、フロリダステイト・セミノールズ、ニュージーランド・ナショナル・バスケットボール・リーグ
- ジミー・レイ - 元NFLアメリカンフットボール選手
- ハイラム・ローズ・レベルズ - アフリカ系アメリカ人で初のアメリカ合衆国下院議員
- チャールズ・マンリー・ステッドマン - アメリカ合衆国下院議員、ノースカロライナ州副知事
- ロバート・ストレンジ - アメリカ合衆国上院議員
- ジェリー・リチャードソン - カロライナ・パンサーズのオーナー、ボルティモア・コルツでプレー、ファイエットビル高校、現在のファイエットビル・テリー・サンフォード高校
- ロバート・ウィルキー- 元国防総省立法問題担当次官補、国家安全保障担当大統領特別補佐官
- カルビン・ロウリー - NFLアメリカンフットボール選手、オマハ・ナイトホークス
- ダグ・ウィルカーソン - 元NFLアメリカンフットボール選手、サンディエゴ・チャージャーズ
- ジョイ・アリアス - 歌手、芸能人
- ジョナサン・バード - フォークのシンガーソングライター
- ジミー・ヘリング - ギタリスト、ワイドスプレッド・パニック、オールマン・ブラザーズ・バンド、ザ・デッド、アクアリウム・レスキューユニット
- デイブ・ムーディ - グラミー賞候補となったアーティスト、プロデューサー、作詞家、映画制作者
- ジュリアン・ムーア - アカデミー賞候補となった女優
- ロニー・C・ラウズ - 音楽プロデューサー、作詞家、レコーディング・アーティスト
- カンディス・ウッドコック - リアリティテレビ番組「Survivor: Cook Islands」出演者、
- ジェフ・キャペル3世 - オクラホマ大学男子バスケットボールのヘッドコーチ、元デューク大学とサウスビュー高校でバスケットボールのスター
- ジョー・ハリス - 元NFLアメリカンフットボール選手
- エリック・メイナー - バスケットボールの選手、2009年NBAドラフトでユタ・ジャズが指名（全体で20位）
- ダグ・ブロシュ - ディズニーの番組"Sonny With A Chance"に出演した俳優
- ジェイソン・"メイヘム"・ミラー - 総合格闘家
- サンドラ・ディアズ＝トワイン- 「Survivor Pearl Islands」と「Survivor: Heroes vs. Villains」の勝者
- ゲーリー・バトル - アリーナ・フットボールのプロ選手
- ダラス・トーラー＝ウェイド - ヘヴィメタルミュージシャン。ナイル等で活動。

## 姉妹都市
フランス、サンタヴォルド